# Comuna Volnuhîne, Lutuhîne
Volnuhîne (în ucraineană Волнухине) este o comună în raionul Lutuhîne, regiunea Luhansk, Ucraina, formată din satele Karla Libknehta, Novofedorivka, Petro-Mîkolaiivka, Verhnea Orihivka și Volnuhîne (reședința).

## Demografie
Componența lingvistică a comunei Volnuhîne
     Ucraineană (69,45%)
     Rusă (29,19%)
     Alte limbi (0,07%)
Conform recensământului din 2001, majoritatea populației comunei Volnuhîne era vorbitoare de ucraineană (69,45%), existând în minoritate și vorbitori de rusă (29,19%).